# Reinhard Stroetmann
Reinhard Stroetmann, genannt Stroeti (geboren 23. September 1951 in Hannover; gestorben 6. Februar 2023) war ein deutscher Komponist, Musiker, Chansonnier und Satiriker sowie Verleger.

## Leben
Stroetmann studierte Germanistik an der Universität Hannover. Seine 1974 in Hannover im Studentenwohnheim Silo mit der Gruppe Caddy Limited aufgenommenen Darbietungen unter dem Titel Skiffle in Hannover erschienen später als Schallplatte. Ebenfalls 1974 gründete er die Zeitschrift Spanner: Das Magazin versorgte als erstes hannoversches Blatt und dann gut zehn Jahre die Leserschaft mit Tipps und Terminen zu Veranstaltungen der lokalen Musik- und Kabarettszene.
Die Tonkooperative verlegte beispielsweise 1979 die im Leine-Domicil von Stroetmann als Sänger und Gitarrist mit Peter Frese und Stephan Berg die 1977 live aufgenommenen Chansons, literarischen Songs und politischen Lieder unter dem Titel „Knorpelgesänge & Knochenbrecher“. Als Darsteller in dem Chanson- und Satireduo Arbeitstitel Knochen konzertierte Stroetmann im In- und Ausland, hatte diverse Funk- und Fernsehauftritte. Als „Piefke & Pafke und die Jungs aus der Dunkelkammer“ schrieb er „Hits“ wie Am Strand, am Strand, da gibt’s ’ne Menge Sand.
Mit eigenen Label und Musikverlag publizierte Stroetmann Soundtracks wie zu den von Heinz Rudolf Kunze und seinem Komponisten Heiner Lürig produzierten Musicals Ein Sommernachtstraum oder Kleider machen Liebe.
In den 1990er Jahren komponierte er gemeinsam mit Peter Schmidtchen Stücke im Punk- und New-Wave-Stil der Neuen Deutsche Welle.
Unterdessen hatte er in dem nach ihm benannten Stroetmann-Verlag mit angeschlossener Agentur als Nachfolger seines Spanners ab 1985 die Zeitschrift Magascene. Stadtmagazin für Hannover herausgegeben.
In seinem Verlag in der Straße Lange Laube nahe dem Steintor publizierte Stroetmann neben seinem Stadt- und Veranstaltungsmagazin ab 1989 zudem das Studentenmagazin uniScene, ab 1990 das Musikmagazin JazzScene und die ab 1997 erscheinende Stadtillustrierte hannover LIVE. Neben Blättern wie Bühne frei! und Gaumenfreuden gab es eine ungezählte Menge an Sonderheften, Postern und Flyern. Zur Expo 2000 produzierte er „als Besucherservice“ über fünf Monate einen zweisprachigen Terminkalender.
Parallel zu seinen musikalischen Aktivitäten und die Kommunikation mit zahlreichen Musikclubs widmete sich Stroetmann als Verleger und Herausgeber zunehmend der lokal ansässigen Gastronomie und ihren Betreibern. „Für sein persönliches und publizistisches Engagement wurde Reinhard Stroetmann schließlich am 15. Februar 2016 beim Ball der Gastronomie „Festival der Sinne“ im Hannover Congress Centrum (HCC) mit dem „9. Gastropodium Award für Verdienste in der Gastronomie“ ausgezeichnet.“
Pausen gönnte sich der umtriebige Netzwerker kaum: Der zuletzt von einer schweren Krankheit Gezeichnete brachte noch im Oktober 2022 ein KulturHeft heraus, bevor er wenige Monate später verstarb.

## Werke (Auswahl)

### Schriften
- Reinhard Stroetmann, Peter Frese: Arbeitstitel Knochen. Teutonische Lieder zum Abgewöhnen, Hannover, Limmerstraße 73: F. Hahn, [1975?]

### Schallplatten
zummeist 33 UpM, 30 cm, mit Erläuterungen Stroetmanns:
- Arbeitstitel Knochen. Neue Hannoversche präsentiert live aus de, Leine-Domicil. Knorpelgesänge & Knochenbrecher, makaber & lustig, Lieder & Sprüche
- Skiffle aus Hannover, Album der 1974 im Studentenwohnheim Silo aufgenommenen Stücke mit Mighty man. Bei mir bist du schön. Walk right in. Ella speed. Für Elise. Mariechen sass weinend im Garten. Have a drink on me. Pausenzeichen. Oh Susanna. Wochenend und Sonnenschein. Henry the banjoman. Chesapeake bay. Worried man song. Lieschen ging im Wald spazieren. Ice cream, Hannover: Caddy Limited, 1977
- Folk & skiffle. Live aus dem Leine-Domicil, mit Mountain Track, Caddy Limited, Wüsteprangel und Wolfmandarin als Interpreten, darin The grand ole op'ry. Bonny. Foggy Mountain Breakdown. Lost John. Mobile line. Saint Louis blues. Lied vom Knaben. Jig. Lie down girl. Lied vom Schampon. Geschichten aus dem Beichtstuhl. Latin groove. Unser Orden. De Vullmacht's Öldste, Hannover: Toncooperative, 1979
- Peter Frese, (Sänger), Reinhard Stroetmann (Instrumentalmusiker), Stephan Berg (Ausführender): Arbeitstitel Knochen. Neue Hannoversche präsentiert live aus dem Leine-Domicil. Knorpelgesänge & Knochenbrecher, makaber & lustig, Lieder & Sprüche, darin: Bestatterchoral. Die Ballade vom Freizeitcowboy. Spraydosensong. Die Geschichte aus dem Beichtstuhl. Raucherblues. Christmas à gogo. Okasa lieblich. Die Geschichte mit der Partnerin. Jan, der Betonmischer. Bürstenliebelei. Neulich, beim Psychiater. Das vierte Programm. Er schlägt nur einmal zu. Die Hitparade. Das Lied vom Schampon. Beifall, Hannover: Toncooperative, 1979
- Detlef Schmidtchen, Reinhard Stroetmann (Komponisten): …und es geht ab / Piefke und Pafke und die Jungs aus der Dunkelkammer (= Blow up), Schallplatte 45 UpM, Stuttgart: Intercord, 1982
  - Neuauflage in Alles prima! NDW. Das Größte der Neuen Deutschen Welle, Folge 2, 2 CDs, Hamburg: Polymedia Marketing Group, [1994?]

### Herausgeberschaften
- EXPO 2000 Hannover. Ein Bilderbuch, Hannover: Stroetmann, 2001, ISBN 3-9804210-3-1
- Reinhard Stroetmann, Uli Kniep, Björn Franz: 4zig Jahre Hannover Concerts. 1979-2019, Hannover: Stroetmann Verlag und Agentur GmbH, 2020
- Reinhard Stroetmann, Uli Kniep, Björn Franz: Mimuse 40. 1981–2020 – vier Jahrzehnte Kleinkunst, Hannover: Stroetmann Verlag und Agentur GmbH, 2020